# Kalabari (Volk)
Die Kalabari sind ein Volk in Nigeria, das auch Ijo, Eastern Ijaw oder Ijaw genannt wird. In Nigeria leben ca. 325.000 Kalabari, in Ghana ca. 32.000.
Die Kalabari gehören zusammen mit den Kirike in die Ibani-Okrika-Kalabari-Volksgruppe. Sie sprechen das Kalabari, eine Ijo-Sprache aus der Sprachfamilie der ijoiden Sprachen.
Das zentrale Element der traditionellen Kalabari-Kultur ist der ekine-Männerbund, zu dessen Ritualen Spiele und die Verwendung von Masken zur Verehrung der Wassergeister gehören. Diese werden als Naturkräfte vorgestellt und gehören in den traditionellen Glaubensvorstellungen mit Heroen und Ahnen zu den jenseitigen Mächten, die auf die Gemeinschaft einen beschützenden oder schädigenden Einfluss ausüben.